# Himmelfahrtkirche (Berlin)
Die evangelische Himmelfahrtkirche (auch Himmelfahrtskirche) ist der zweite  Sakralbau dieses Namens am Volkspark Humboldthain. Die 1956 nach Plänen von Otto Bartning erbaute Kirche steht in der Gustav-Meyer-Allee 2 im Berliner Ortsteil Gesundbrunnen des Bezirks Mitte. Der Gebäudekomplex aus Saalkirche auf rechteckigem Grundriss, Glockenturm und Anbauten für weitere Einrichtungen der Gemeinde ist denkmalgeschützt. Die Himmelfahrt-Kirchengemeinde fusionierte im Frühjahr 2001 mit der benachbarten Friedenskirchengemeinde zur Kirchengemeinde am Humboldthain. Da die Friedenskirche seit 2001 als serbisch-orthodoxe Friedenskirche Zum Heiligen Sava dient, „war und ist […] die 1956 neu erbaute neue Himmelfahrtkirche“ auch Gottesdienstraum der fusionierten Gemeinde.
Die Kirchengemeinde pflegt mit der Gemeinde Mor Izozoel ökumenische Beziehungen. Diese syrisch-orthodoxe Kirchengemeinde nutzt die Himmelfahrtskirche gastweise und beteiligt sich auch gemeinsam mit der evangelischen Kirchengemeinde an ökumenischen Feiern.

## Baugeschichte

### Erstes Kirchengebäude: 1890 bis zur Zerstörung im Zweiten Weltkrieg
Mit der Bebauung der äußeren Vorstädte nach 1870 nahm die Zahl der dort wohnenden Christen zu. Mit einer Serie von Neubauten, unterstützt vom Evangelischen Kirchenbauverein, entstanden für sie wohnortnahe Kirchen, die dann mit einem Teil des Pfarrgebiets aus dem Pfarrbereich der bisher zuständigen Kirchengemeinden ausgegliedert wurden. Die erste Himmelfahrtkirche stand gegenüber der Einmündung der Ramlerstraße in die Brunnenstraße im Nordosten des Volksparks Humboldthain und wurde von August Orth 1890–1893 in neoromanischen Rundbogenformen aus gelbem Backstein und Terrakotta errichtet und am 4. Juni 1893 eingeweiht. Stilistisch ähnelte sie der Dankeskirche Wedding. Die Himmelfahrtkirche war zunächst eine Tochterkirche der Elisabethkirche, bevor deren nördliches Pfarrgebiet ausgegliedert und am 1. Januar 1894 mit der neuen Kirche als Himmelfahrt-Kirchengemeinde konstituiert wurde. Die Friedenskirchengemeinde war am 19. Januar 1891 konstituiert worden und hatte den nordwestlichen Teil des Pfarrgebietes der Bartholomäuskirchengemeinde zugewiesen erhalten.

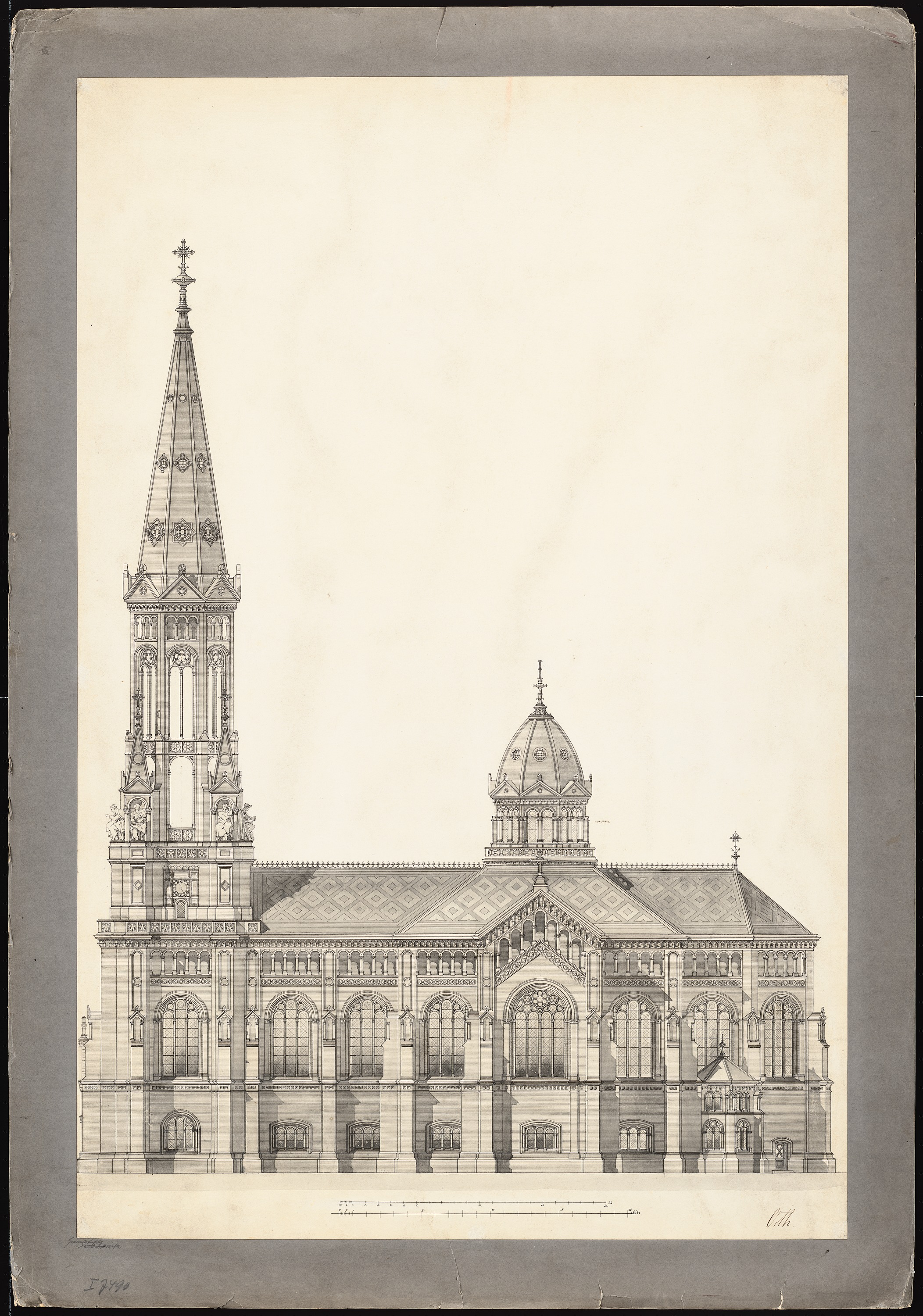
Erste Himmelfahrtskirche am Humboldthain, 1883

Orths monumentaler Backsteinbau wurde „in den letzten Kriegstagen 1945 zerstört“.  Die ausgebrannte Ruine der Kirche wurde abgetragen, der 72 Meter hohe Turm am 14. Juli 1949 gesprengt. Im Turm hatte sich die 5,6 m × 5,6 m große Glockenstube befunden mit einem dreistimmigen Geläut aus Gussstahl-Glocken, hergestellt beim Bochumer Verein. In einer Inventarliste der Gießerei sind folgende Angaben zu finden: die Glocken wurden in zwei Etagen übereinander angeordnet und mittels Antifriktionslager und Seilwinden aufgehängt. Die Herstellung der Glocken samt Zubehör wie Klöppel, Achsen, Lager und Läutehebel kostete 4646 Mark.
| Glocke   | Schlagton | Gewicht | Durchmesser | Höhe    |
| -------- | --------- | ------- | ----------- | ------- |
| größte   | cis       | 1496 kg | 1570 mm     | 1380 mm |
| mittlere | e         | 1056 kg | 1385 mm     | 1225 mm |
| kleinste | g         | 0682 kg | 1175 mm     | 1070 mm |

### Zweites Kirchengebäude: ab 1951 an neuem Standort
Nach dem Enttrümmern der Kirchengebäudereste wurden die Gottesdienste in eine ehemalige Gaststätte an der Swinemünder Straße Ecke Ramlerstraße verlegt. Diese Lösung war aber auf Dauer unbefriedigend, weshalb die weiterhin bestehende Himmelfahrtgemeinde den Bau einer neuen Kirche plante. Am 28. Juli 1951 wurde deshalb ein Kirchenbauverein gegründet. Das abgeräumte Grundstück wurde für die Anlage eines Rosengartens im Humboldthain benötigt, daher tauschte die Kirchengemeinde es mit der Stadt Berlin gegen den jetzigen Standort. Im November 1953 stand die Finanzierung von 200.000 Mark für die Durchführung des ersten Bauabschnitts, ermöglicht durch Spenden, Zuschüsse und Darlehen. Am 30. Dezember 1953 war die Grundsteinlegung für den neuen Bau und am 20. Mai 1956 wurde er als Kirche gewidmet.

### Erinnerungen

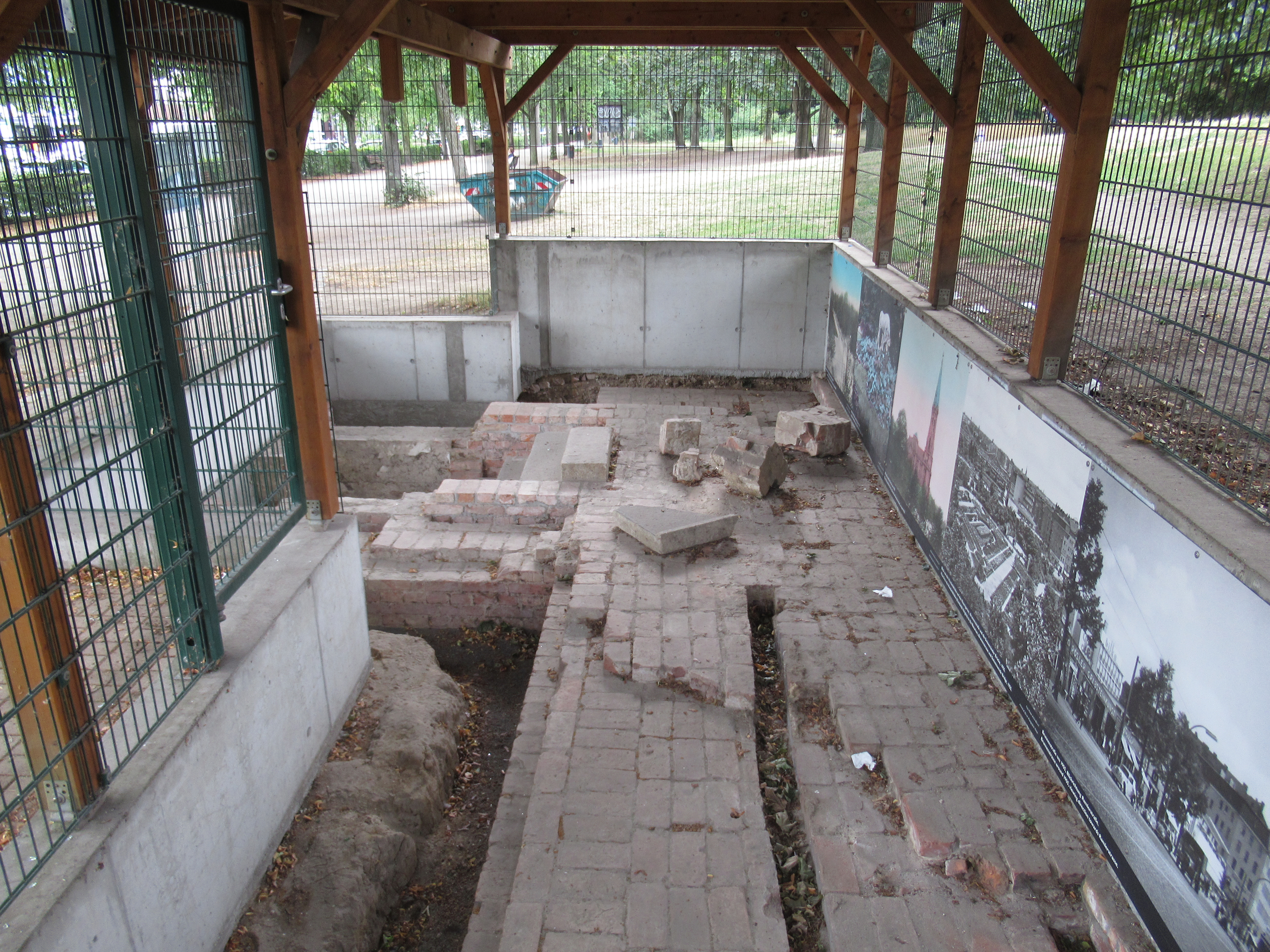
Archäologisches Fenster an der Brunnenstraße

Im Frühjahr und Sommer 2015 wurden erhalten gebliebene Fundamente des Vorgängerbaus ausgegraben und gesichert. Eine Informationstafel zur Geschichte der alten Kirche wurde am Rosengarten angebracht.

## Baubeschreibung

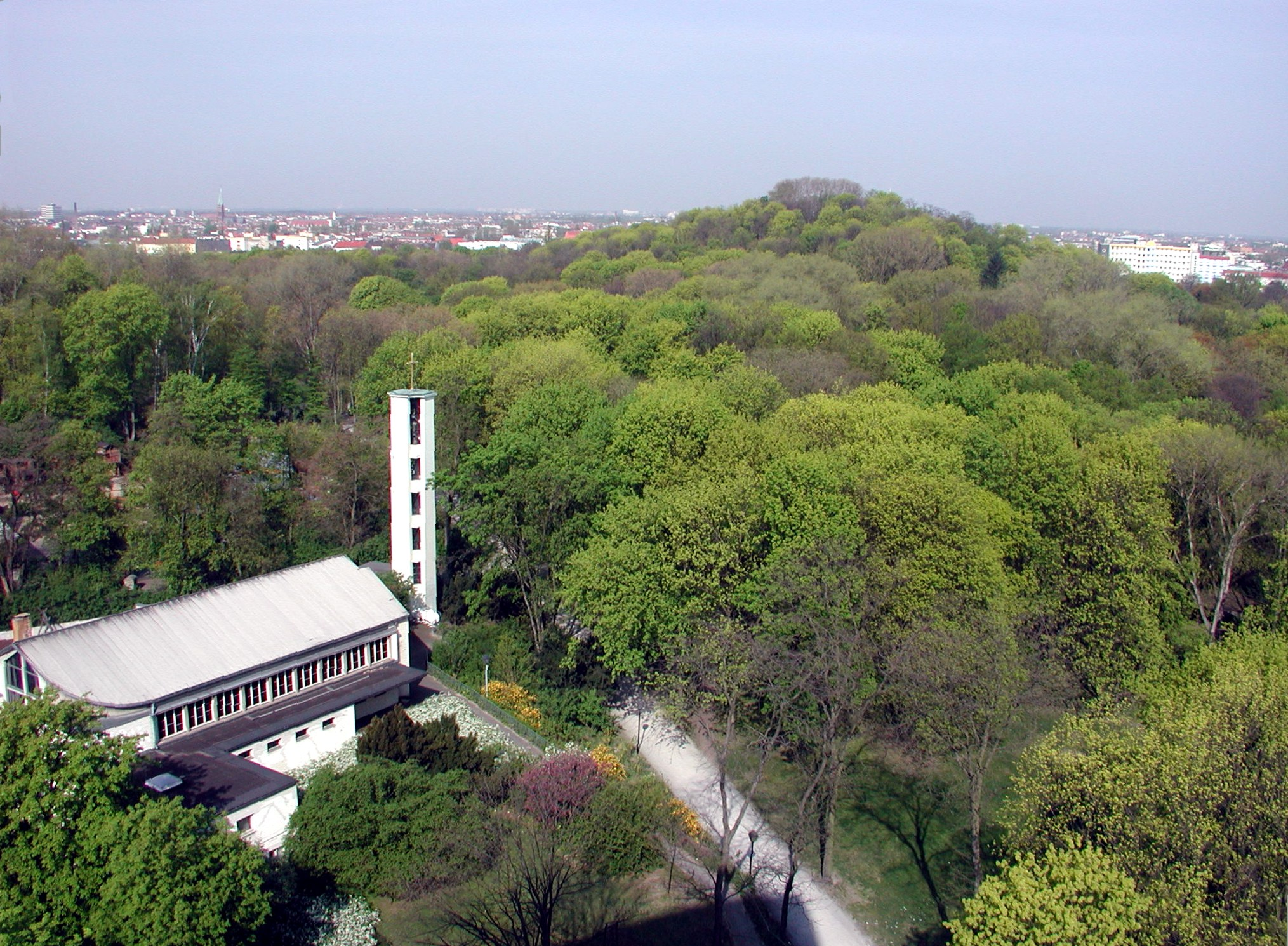
Himmelfahrtkirche mit Blick zur Humboldthöhe

### Überblick
„Der ganze Bau ist als Gemeindezentrum konzipiert.“ Bartning prägte in entscheidender Weise die Entwicklung des modernen evangelischen Sakralbaus. Seine Kirchen zeichnen sich durch ihre klare Struktur des Raumes und das Sichtbarmachen der Konstruktion des Bauwerkes aus. Unverkennbar sind auch die Anklänge an seine standardisierten 43 Notkirchen aus der Zeit nach dem Zweiten Weltkrieg.

### Äußeres
Die Elemente des Tragwerks aus Stützen und Sparren des Kirchenschiffs bestehen aus Stahlbeton. Die Wände sind mit Mauerwerk ausgefacht und verputzt. Zwischen Mauerwerk und Dachtraufe befindet sich ein Fensterband. Im Souterrain und in den seitlich vorgelagerten kubischen Anbauten befinden sich Gemeinderäume. An der Ostseite des mit einem Satteldach bedeckten Kirchenschiffs, durch einen Gang getrennt, liegt die Sakristei. Der Kircheneingang weist nach Norden zum Volkspark.
Im 22 Meter hohen offenen Campanile aus Stahlbeton, mit dem Kirchenschiff durch einen niedrigen Gebäudetrakt verbunden, hängt ein Bronzegeläut aus drei Glocken, das von Petit & Gebr. Edelbrock 1954 hergestellt wurde.
| Schlagton | Gewicht | Durchmesser | 0Höhe0 | Inschrift                                              |
| --------- | ------- | ----------- | ------ | ------------------------------------------------------ |
| g'        | 689 kg  | 1030 mm     | 860 mm | ICH LEBE UND IHR SOLLT AUCH LEBEN.                     |
| a'        | 471 kg  | 0920 mm     | 740 mm | MIR IST GEGEBEN ALLE GEWALT IM HIMMEL UND AUF ERDEN.   |
| c"        | 268 kg  | 0760 mm     | 630 mm | SIEHE ICH BIN BEI EUCH ALLE TAGE BIS AN DER WELT ENDE. |

### Inneres

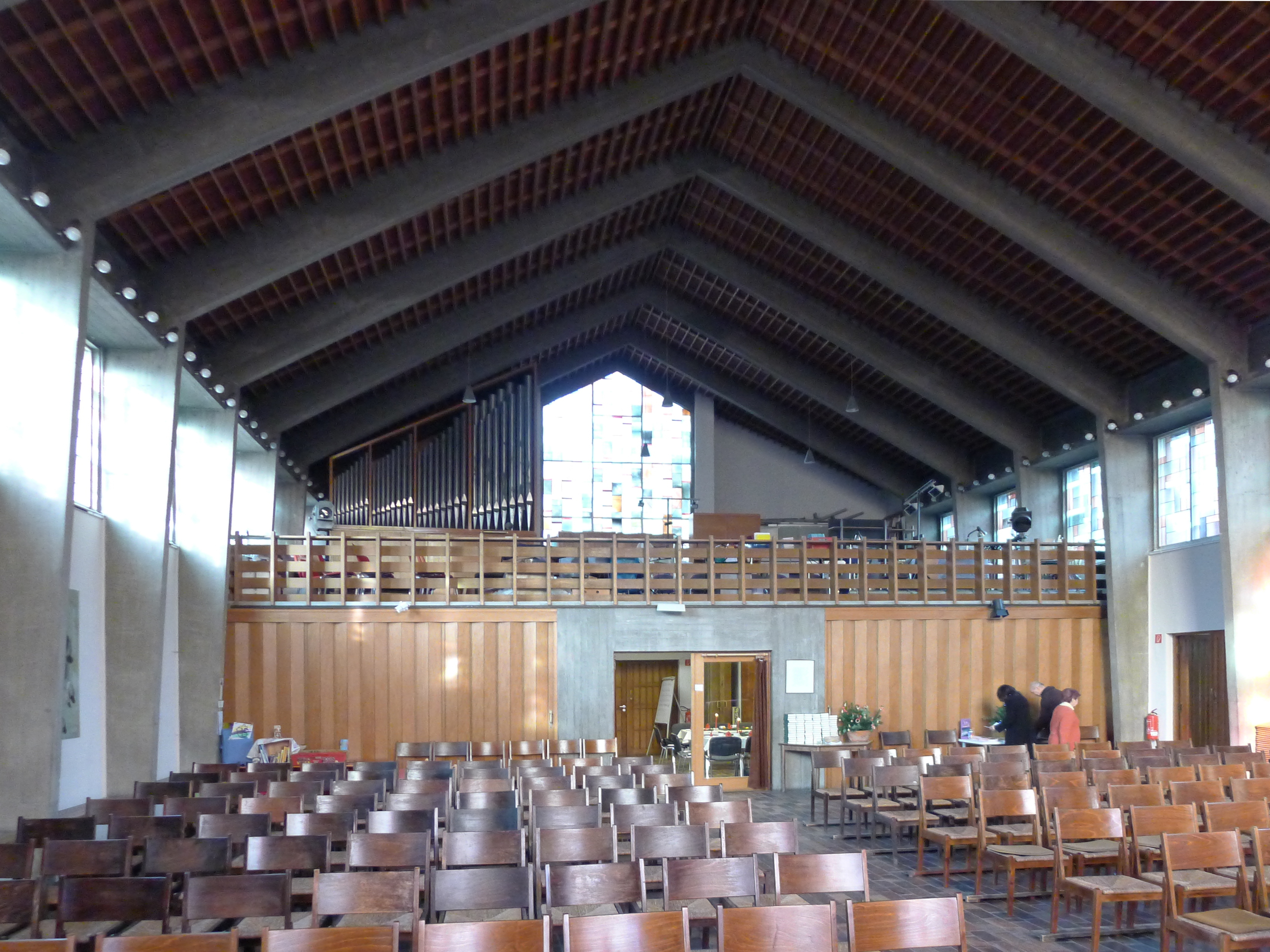
Innenansicht

Die Dachlatten unter der Dachhaut sind innen sichtbar. Die Tiefenwirkung des Innenraums wird in Richtung des Altars durch die Rahmen verstärkt, deren vorletzter weiter in den Raum hinein ragt. Noch enger ist der letzte Rahmen gestaltet, in dem sich das als Altarwand gestaltete große Glasfenster in der Wand des Chores befindet. Der Chor ist zwar im unteren Bereich gerade ummantelt, der Betonfries unterhalb des Daches ist aber gerundet und deutet eine Apsis an. Der Innenraum ist auf das kreuzförmig geteilte Glasfenster bezogen, vom Schnittpunkt der Kreuzbalken im Fenster gehen durch die farbige Verglasung leuchtende Strahlen aus.
Der hintere Teil des Saales unterhalb der Orgelempore ist durch eine Glastür in der Mitte und raumhohe Falttüren links und rechts vom Kirchenraum abgetrennt. Er dient als Kirchencafé bzw. Winterkirche. Zur flexiblen Nutzung des Kirchenraums wurde auf ein Kirchengestühl zu Gunsten von Holzstühlen verzichtet, die am Fußboden durch Holzleisten arretiert werden. Kanzel und Altar stehen auf dem um einige Stufen erhöhten Liturgiebereich, die Kanzel vorn nahe der Gemeinde, der Altar vor dem großen Glasfenster. 
Die Orgel stammt aus der Orgelbauwerkstatt Karl Schuke. 18 Register sind auf zwei Manuale und das Pedal verteilt. Weitere Informationen zu dieser Orgel können bei Orgel Database eingesehen werden. Weitere Informationen zur Geschichte der Vorgängerkirche und ihrer Orgel können hier eingesehen werden.